# Alienbusters
Alienbusters je česká hra z roku 1991. Jedná se o first-person shooter pro osmibitové počítače Atari. Naprogramovali jej Boleslav Buzek, Petr Roček a Miroslav Szymurda. Zvuk vytvořil Martin Cupek. Hru vydali jako Blackfire! Software.
Hráč ovládá planetární tank, který musí osvobodit sluneční soustavu od vetřelců. Proto musí zničit na každé planetě jejich strategické objekty. V tom se mu budou snažit bránit nepřátelé.